# Нолин, Джина Ли
Джи́на Ли Но́лин (англ. Gena Lee Nolin; 29 ноября 1971, Дулут, Миннесота, США) — американская актриса и фотомодель.

## Биография
Джина Ли Нолин родилась 29 ноября 1971 года в Дулуте, штат Миннесота, США.

## Карьера
Джина Ли начала свою карьеру в качестве фотомодели в 1993 году, заняла второе место в конкурсе «Мисс Гавайи Тропик 1993». Снималась для журналов «Playboy», «Esquire», «Maxim», «Stuff», «FHM», «Fitness», «Woman’s World», и других. В 1994—1995 годах участвовала в американском игровом телешоу «The Price Is Right».
В 1995 году Нолин начала сниматься в кино. Дебютом стала роль Нили Кэпшоу в сериале «Спасатели Малибу», в котором она снималась до 1998 года. В 2016 году снялась в фильме «Акулий торнадо 4».

## Личная жизнь
В марте-апреле 1991 года Джина Ли была замужем за Дэвидом Аланом Файлером.
В 1993—2004 года Джина Ли была замужем за Грегом Фалманом. В этом браке Нолин родила своего первенца — сына Спенсера Майкла Грегори Фалмана (род.03.06.1997).
С 3 сентября 2004 года Джина Ли замужем в третий раз за хоккеистом Кейлом Халсом (род.1973). В этом браке Нолин родила своих второго и третьего детей — сына Хадсона Ли Халса (род.15.04.2006) и дочь Стеллу Монро Халс (род.03.12.2008).

## Фильмография
| Год       |    | Русское название                            | Оригинальное название                  | Роль          |
| --------- | -- | ------------------------------------------- | -------------------------------------- | ------------- |
| 1995—1998 | с  | Спасатели Малибу                            | Baywatch                               | Нили Кэпшоу   |
| 1998      | в  | Спасатели Малибу: Белый гром в Глэйсиер-Бэй | Baywatch: White Thunder at Glacier Bay | Нили Кэпшоу   |
| 1999      | ф  | Андеграундная комедия                       | The Underground Comedy Movie           | Мэрилин Монро |
| 2000      | ф  | Лакей                                       | The Flunky                             | Сондра        |
| 2000—2002 | с  | Шина                                        | Sheena                                 | Шина          |
| 2003      | тф | Спасатели Малибу: Гавайская свадьба         | Baywatch: Hawaiian Wedding             | Нили Кэпшоу   |
| 2016      | ф  | Акулий торнадо 4                            | Sharknado 4: The 4th Awakens           | Нили Кэпшоу   |